# سیارک ۶۷۷
سیارک ۶۷۷ (به انگلیسی: 677 Aaltje، نامگذاری:1909FR) ششصد و هفتاد و هفتمین سیارک کشف شده‌است که در ۱۸ ژانویه ۱۹۰۹ و در هایدلبرگ کشف شد.
قدر مطلق سیارک برابر ۹٫۷۰ است.